# Stadtwappen von Saragossa

Wappen von Saragossa seit 1908

Das Stadtwappen von Saragossa in der heutigen Fassung stammt vom 14. Juni 1908, als König Alfons XIII. ein königliches Dekret über die letzte Ergänzung zum Wappen ausstellte.

## Beschreibung
In der Heraldik werden die Bezeichnungen rechts und links grundsätzlich aus der Sicht der Person verwendet, die den Schild vor sich her tragen würde, also entgegengesetzt zur Sicht des Betrachters.
Im roten Wappenschild steht ein aufrechter, goldener, nach rechts schreitender Löwe mit goldener Krone. Auf dem Schild liegt die alte offene Königskrone des Königreichs Aragón. Der Schild wird rechts von einem grünen Lorbeerzweig mit roten Beeren und links von einem goldenen Palmwedel umrahmt. Beide Zweige werden von silbernen Spruchbändern umrahmt, die schwarze Initialen tragen. Auf der rechten Seite sind dies von oben nach unten M.N., M.H. und M.L., auf der linken von oben nach unten S.H., M.B. und I.

## Herkunft der Wappenbestandteile
Der aufrechte goldene Löwe geht bereits auf König Alfons I. von Aragón zurück, der ihn als sein Abzeichen verwendete und ihn, nachdem er im Jahr 1118 Saragossa erobert und später zur Hauptstadt Aragoniens gemacht hatte, der Stadt verlieh. Belegt ist er erstmals auf einem Wachssiegel des Jahres 1299, wo er unter der Darstellung des Palacio de la Aljafería auftaucht.
Die offene Königskrone im gotischen Stil mit acht Blüten, Perlen, Lilien, Rubinen und Smaragden stammt aus dem 13. Jahrhundert. Sie repräsentiert das Alter des Königreichs Aragón, das von 1035 bis 1707 bestand.
Die Umrahmung mit Lorbeer- und Palmzweig stammt aus dem ersten Carlistenkrieg von 1833 bis 1840, in dem am 5. März 1838 eine Truppe von Milizsoldaten und Stadtbewohnern mit allen möglichen Waffen wie Küchenmessern, Landwirtschaftsgeräten, Jagdwaffen sowie kochendem Öl angriffen und letztlich besiegten. Deshalb wurden der Stadt bereits am 8. März 1838 diese Ehrenzeichen von der Regentin Maria Christina von Bourbon-Sizilien verliehen.
Die Verleihungen der Bänder mit den verschiedenen Initialen erinnern an Ereignisse der Stadtgeschichte:
- M.N. (= Muy Noble) zusammen mit M.H. (= Muy Heróica): Sie wurden der Stadt durch königliches Dekret von Fernando VII. am 19. März 1820 verliehen in Anerkennung des Widerstands von Saragossa vom März bis zum August 1808 gegen die Truppen Napoleons I.

- M.L. (= Muy Leal): Es wurde aufgrund des Aufstandes gegen die französische Besatzung zu Gunsten Fernandos VII. am 24. Mai 1808 verliehen. Das genaue Datum der Verleihung ist unbekannt[5].
- S.H. (= Siempre Heróica): Es wurde zusammen mit dem Lorbeer- und Palmzweig von Regentin Maria Christina von Bourbon-Sizilien am 8. März 1838 nach dem Sieg des 5. März über die Carlisten verliehen[4].
- M.B. (= Muy Benéfica): Es wurde durch königliches Dekret am 13. Juni 1886 von der Regentin María Christina von Habsburg-Lorena in Anerkennung der organisierten Bekämpfung der Choleraepidemie von 1885 verliehen[4].
- I. (= Inmortal): Es wurde am 14. Juni 1908 zum 100. Jahrestag des Beginns der Belagerung von Saragossa verliehen. Das Dekret wurde von König Alfons XIII. im Erzbischofspalast von Saragossa unterzeichnet[4]. Vom 15. Juni bis zum 14. August 1808 gelang es den französischen Truppen nicht, Saragossa zu besetzen.